# Holotrichia tuberculata
Holotrichia tuberculata är en skalbaggsart som beskrevs av Moser 1908. Holotrichia tuberculata ingår i släktet Holotrichia och familjen Melolonthidae. Inga underarter finns listade i Catalogue of Life.